# Seoul Metro
Seoul Metro è una società di trasporti pubblici Sud-Coreana nata nel 2017 dalla fusione di Seoul Metro Corporation e SMRT.

## Linee e servizi
Seoul Metro gestisce le linee che vanno dalla 1 alla 8 ma sulle linee 1, 3 e 4 la società gestisce solo una parte del tracciato e dei servizi. Korail fornisce altri servizi e estensioni delle linee su ferrovie di sua proprietà (ad esempio la Ferrovia Ilsan, Ansan, Gyeongbu, ecc...).
| Linea   | Linea              | Voce | Stazione iniziale                         | Stazione finale                           | Stazioni | Lunghezza |
| ------- | ------------------ | ---- | ----------------------------------------- | ----------------------------------------- | -------- | --------- |
|         | Tracciato          | voce | Seoul                                     | Cheongnyangni                             | 10       | 7,8 km    |
| Servizi | Incheon/Seodongtan | voce | Yangju                                    |                                           |          |           |
|         |                    | voce | Linea circolare e rami Sinjeong e Seongsu | Linea circolare e rami Sinjeong e Seongsu | 51       | 60.2 km   |
|         | Tracciato          | voce | Jichuk                                    | Ogeum                                     | 34       | 38,2 km   |
| Servizi | Dahewa             | voce | Ogeum                                     |                                           |          |           |
|         | Tracciato          | voce | Namtaeryeong                              | Danggogae                                 | 26       | 31.7 km   |
| Servizi | Oido               | voce | Danggogae                                 |                                           |          |           |
|         |                    | voce | Banghwa                                   | Sangil-dong / Macheon                     | 51       | 52.3 km   |
|         |                    | voce | Eungam                                    | Bonghwasan                                | 38       | 35.1 km   |
|         |                    | voce | Bupyeong-gu Office                        | Jangam                                    | 51       | 57,1 km   |
|         |                    | voce | Amsa                                      | Moran                                     | 17       | 17,7 km   |